# Ernesto Caballero
Pour les articles homonymes, voir Caballero.
Ernesto Caballero est un dramaturge, metteur en scène et professeur d'art dramatique espagnol, né en 1957 à Madrid, en Espagne. Issu de la première génération de dramaturges et de metteurs en scène de la Transition démocratique espagnole, sa trajectoire professionnelle est marquée par un travail pluridisciplinaire et une profonde connaissance de tous les métiers qui constituent la création théâtrale. Détenteur de plusieurs prix espagnols de théâtre et encensé par la critique et le public en général, Ernesto Caballero a été nommé en octobre 2011 directeur du théâtre national d'Espagne, le Centro Dramático Nacional.

## Biographie
Après des études de littérature à l'université complutense de Madrid (Universidad Complutense de Madrid), il obtient une licence d'interprétation à l'École supérieure d'art dramatique (Real Escuela Superior de Arte Dramático, RESAD) en 1983, où il suit les cours de José Estruch, lui-même disciple en Uruguay de l'actrice espagnole Margarita Xirgu. À sa sortie de la RESAD, il crée avec des compagnons de promotion la compagnie de théâtre indépendant Producciones Marginales, caractérisée par son engagement envers la dramaturgie contemporaine et par un mode de fonctionnement interne dans lequel le travail collectif primait sur la hiérarchie pyramidale. Il est l'un des fondateurs de la revue Teatra et a été professeur numéraire d'interprétation à la RESAD depuis 1991. En 1998, il fut metteur en scène associé du théâtre madrilène La Abadía.
Ernesto Caballero est l'auteur de près de 50 pièces de théâtre qui ont été presque toutes mises en scène, et parmi lesquelles on peut citer Squash (1986), Auto (1992), Santiago (de Cuba) y cierra España (1999), Un busto al cuerpo (1999), Sentido del deber, Te quiero... muñeca (2000), Pepe el romano et En la roca.
Mis à part la mise en scène de ses propres textes, il s'est attaché tout particulièrement à monter des œuvres d'auteurs espagnols actuels comme Alfonso Plou, Paloma Pedrero, Dulce Chacón, Carmen Rico Godoy, Alfonso Zurro, Juan Mayorga, Ignacio del Moral et José Ramón Fernández.
Parmi ses principaux montages, on peut citer :
- Eco y Narciso, de Calderón de la Barca (1991);
- Brecht cumple cien años, sur des textes de Bertolt Brecht (1998);
- Les liaisons dangereuses, de Christopher Hampton (2001);
- He visto dos veces el cometa Halley, montage en hommage au poète espagnol Rafael Alberti (2003);
- Monsieur Ibrahim et les Fleurs du Coran, d'Éric-Emmanuel Schmitt, pour le Centro Dramático Nacional (2004);
- Sainetes, de Ramón de la Cruz (2006), et La comedia nueva, de Leandro Fernández de Moratín (2008), pour la Compañía Nacional de Teatro Clásico;
- Las visitas deberían estar prohibidas por el Código Penal, sur des textes de Miguel Mihura, pour le Centro Dramático Nacional (2006);
- Presas, d'Ignacio del Moral et Verónica Fernández (2007);
- La colmena científica o El café de Negrín, de José Ramón Fernández, un spectacle coproduit par la Residencia de Estudiantes et le Centro Dramático Nacional (2010), et qui a inauguré en 2011 le nouveau théâtre Juan del Encina à Salamanque[4].
- En esta vida todo es verdad y todo mentira, de Calderón de la Barca, pour la Compañía Nacional de Teatro Clásico (2012);

Depuis 2002, il dirige sa propre compagnie, Teatro El Cruce, et a mis en scène et mené en tournée dans toute l'Espagne les spectacles Auto (2006), dont il est l'auteur; La tortuga de Darwin (2009), de Juan Mayorga; La fiesta de los jueces (2010), basée sur La Cruche cassée de Heinrich von Kleist, et Santo (2011), dont la première a eu lieu au Teatro Español à Madrid, et dont il est coauteur avec Ignacio del Moral et Ignacio García May.
Le travail de metteur en scène d'Ernesto Caballero reprend dans une large mesure les points-clé qui marquent sa production dramatique : on y retrouve le même souci pour les thèmes sociaux et la même recherche sur les limites entre la scène et la réalité.
En octobre 2011, le Consejo Artístico del Teatro (Conseil artistique du théâtre) du ministère espagnol de la Culture le choisit à l'unanimité parmi 14 candidats pour succéder à Gerardo Vera à la tête du théâtre national d'Espagne (Centro Dramático Nacional). Il en assume la direction le 1er janvier 2012, pour un mandat de 5 ans.

## Prix et récompenses
- 1992 : prix José Luis Alonso, Asociación de Directores de España (ADE), pour sa mise en scène d'Eco y Narciso;
- 1994 : prix de la Critique théâtrale de Madrid pour ses pièces Auto et Rezagados[6];
- 2006 : prix Max de la meilleure adaptation théâtrale pour sa version de Monsieur Ibrahim et les fleurs du Coran;
- 2006 : prix ADE de la meilleure mise en scène pour Sainetes.